# Ptenidotonium
Genre
Ptenidotonium est un genre de coléoptères de la famille des Ptiliidae.

## Publication originale
- (en) Johnson, Colin, « An introduction to the Ptiliidae (Coleoptera) of New Zealand », New Zealand Journal of Zoology, Société royale de Nouvelle-Zélande et Taylor & Francis, vol. 9, no 3,‎ juillet 1982, p. 333-376 (ISSN 0301-4223 et 1175-8821, DOI 10.1080/03014223.1982.10423865, lire en ligne).